# Перуансько-Чилійський жолоб
23° пд. ш. 71° зх. д. / 23° пд. ш. 71° зх. д.
Атака́мська запа́дина, Атака́мський жо́лоб, Перуа́нсько-Чилі́йський жо́лоб  — океанічний жолоб у східній частині Тихого океану. Простягається у вигляді вузької довгої (2 500 км) улоговини паралельно берегові Південної Америки (приблизно за 160 кілометрів від узбережжя Перу і Чилі).
Найбільша глибина — 8065 метрів нижче рівня моря у точці Річардс Діп (Richards Deep) і має близько 5900 км завдовжки, і 64 км — завширшки, охоплюючи площу 590,000 км²
Пересічна глибина 6 тис. м.
Жолоб є результатом субдукції плити Наска під Південноамериканську плиту. Два підводних хребта в межах плити Наска входять в зону субдукції вздовж жолоба: хребет Наска та хребет Хуан Фернандес.
Від Чилійського трійника до хребта Хуана Фернандеса жолоб заповнений від 2,0 до 2,5 км турбідитовим мулом, створюючи, таким чином, плоский рельєф дна.
Атакамський жолоб є зоною землетрусів і підводної вулканічної активності.

## Океанографія
Велику частину часу пасати відтісняють поверхневі води від берега до екватора, спрямовуючи течію Гумбольдта з краю південної частини Чилі до північного Перу. Ця течія пов'язана з підйомом глибоких, багатих на поживні речовини вод біля узбережжя Перу. Іноді Ель-Ніньйо порушує звичайний режим вітру та зменшує підйом глибинних вод. Наступна втрата поживних речовин призводить до придухи.

## Біологія
2018 року в глибинах Атакамського жолобу було виявлено три нові види риб-слимаків.

## Супутня сейсмічність

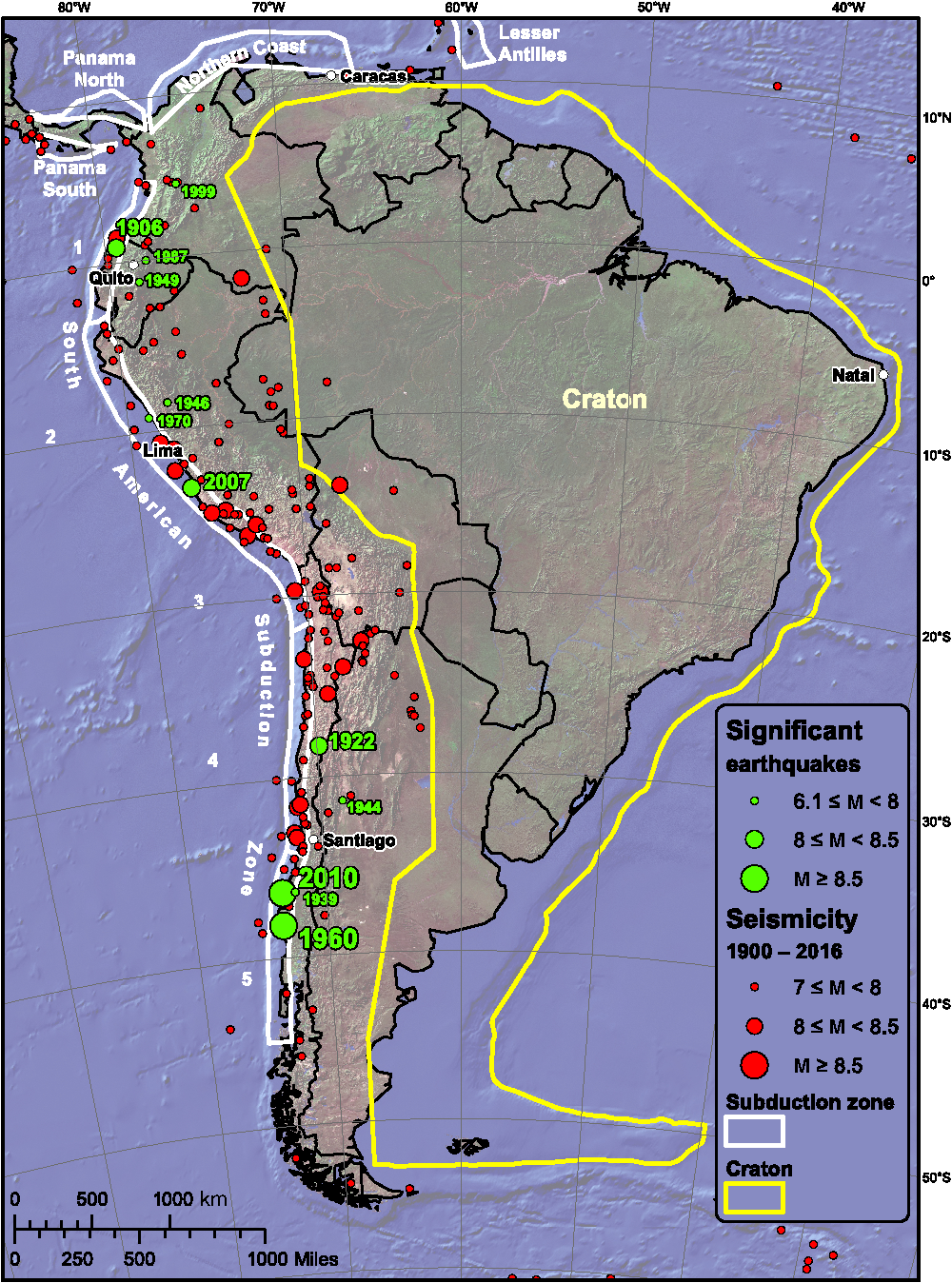
Значні землетруси
Розломи і руйнівні землетруси за минуле століття вздовж південноамериканської зони субдукції.

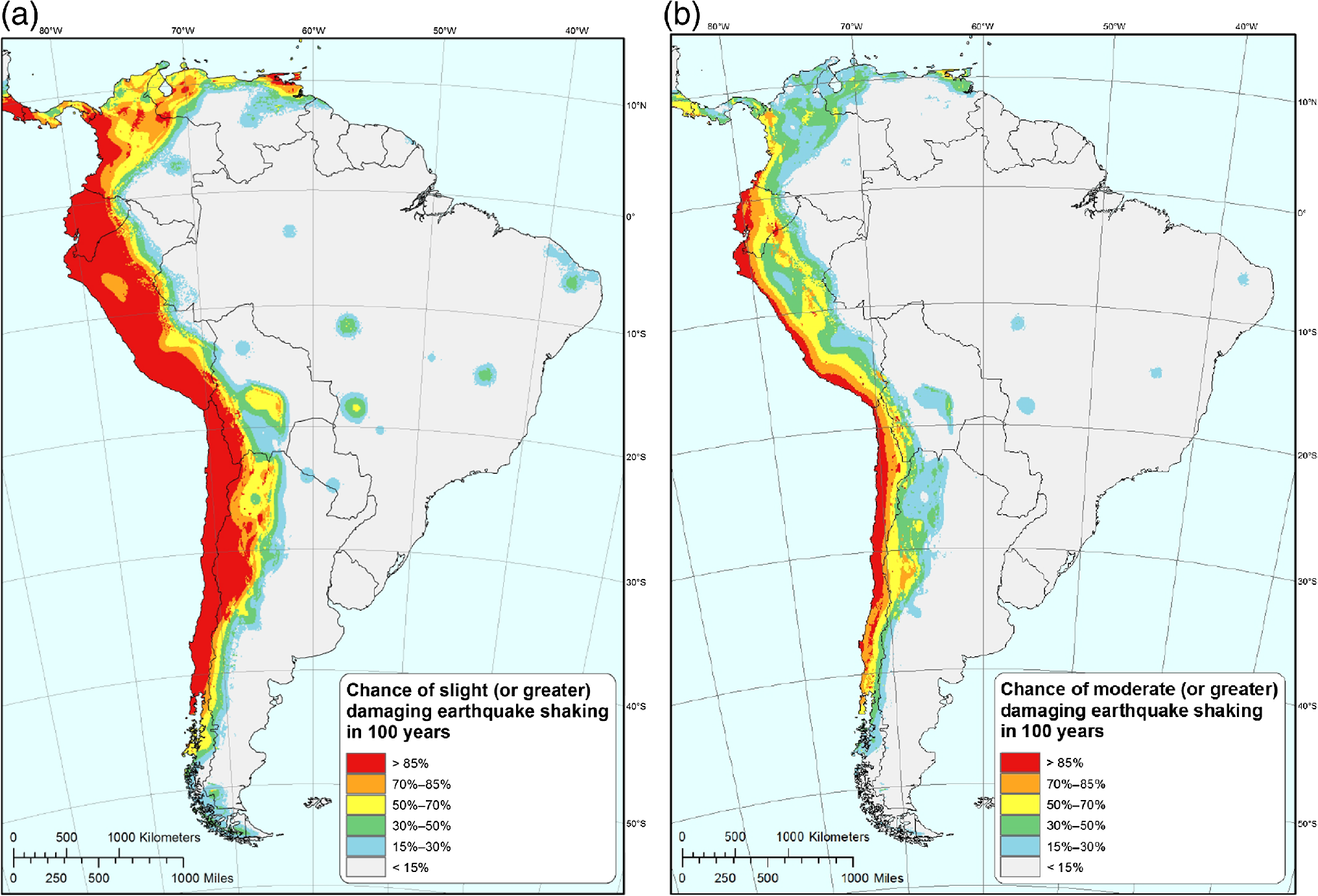
Південна Америка із прогнозами землетрусів за 100 років.

Занурення плити Наска під Південноамериканську плиту вздовж Атакамського жолоба пов'язане з численними землетрусами. Деякі з цих землетрусів примітні своїм розміром, пов'язаними з ними цунамі та зсувами.
- Землетрус у Консепсьйоні 1570 року: Mw ~8.3
- Землетрус у Перу 1687 року: Mw ~8.7
- Землетрус у Вальпараїсо 1730 року Ms ~8.7
- Землетрус у Ліма-Кальяо 1746 року: Mw ~8.7
- Землетрус в Аріці 1868 року: Mw ~9.0
- Тарапакське цунамі 1877 року, Перу:[5] Mw ~8.3
- Землетрус у Вальпараїсо 1906 року
- Землетрус у Перу 1942 року: Mw 8.2. Подія, пов'язана з цунамі, розміри й епіцентр розриву тотожні землетрусу 1996 року
- Вальдівійський землетрус: Із Mw 9.5 став найпотужнішим землетрусом, коли-небудь спостереженим на Землі
- Землетрус у Перу в листопаді 1960 року: Це лихо мало велику тривалість джерела, що призвело до значного розходження між різними методами розрахунку моменту (Ms 6.75 проти Mw 7.8)
- Землетрус в Анкаші 1970 року: Mw7.9. Викликало зсув із великими сніговими і льодовими складниками, вбивши ~68 000 людей
- Землетрус на півдні Перу 2001 року: Mw 8.4
- Землетрус у Тарапаці 2005 року
- Землетрус у Токопілья 2007 року
- Землетрус у Перу 2007 року: Mw 8.0
- Землетрус у Чилі 2010 року: Mw 8.8. Викликало цунамі
- Землетрус у Пічілему 2010 року
- Землетрус в Ікіке 2014 року
- Ілапельський землетрус 2015 року